# UST Buford

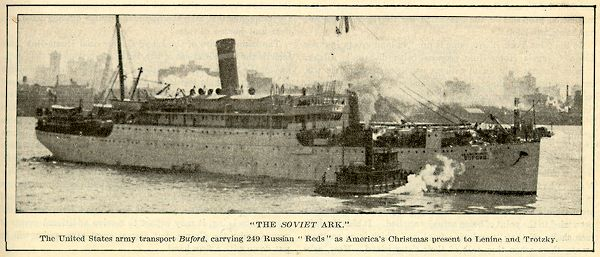
Транспортный пароход «Буфорд» с 249 депортируемыми на пути в Российскую РСФСР

UST Buford — американский военный грузовой пароход, сооружённый в 1885 году. Использовался во время филиппино-американской войны, а в 1919 году — для возвращения американских военнослужащих из Европы после Первой мировой войны.
Получил известность под названием «Советский ковчег» или «Красный ковчег» в связи с тем, что на нём 21 декабря 1919 г. 249 «подозрительных лиц», выходцев из Российской империи, задержанных в ходе рейдов Палмера, были депортированы из Нью-Йорка в Советскую Россию (в общей сложности на «Буфорде» и другими способами был депортирован 351 человек, все — недавние иммигранты, не имевшие гражданства; 199 человек принадлежали к анархо-синдикалистскому «Союзу русских рабочих», остальные принадлежали к коммунистической и социалистической партиям, десяток членов — к «Индустриальным рабочим мира». Семь человек не имели отношения к политике. Депортированные были преимущественно анархистами еврейского происхождения, в основном эмигрантами из Российской империи; среди них были Эмма Голдман и Александр Беркман.
Те из высланных, кто в дальнейшем покинул Советский Союз, относились к большевистскому режиму весьма негативно.